# عبد الله الشحام
عبد الله عبد المطلب علي الشحّام (1953) شاعر وأكاديمي أردني. ولد في النصيرات. حصل على إجازة في اللغة العربية من الجامعة الأردنية، 1976. ثم ماجستير اللغة العربية عام 1980، ثمّ حصل على شهادة الدكتوراه في الفلسفة من جامعة مانشستر ، 1983، وإجازة ما بعد الدكتوراه من جامعة إدنبره 1987، ثم دكتوراه ثانية منها، 1989. عمل مدرّسًا للغة العربية، ومحاضرًا متفرّغًا، ومدّرسًا في مركز اللغات في الجامعة الأردنية، وباحثًا ومحاضرًا في جامعة إدنبرة، وخبيرًا للبحوث العلمية في وزارة التربية والتعليم في مسقط. له دواونين شعرية عديدة ومجموعات قصصية ومؤلفات في اللغة، هو عضو في رابطة الكتاب الأردنيين. 

## سيرته
وُلد عبد الله عبد المطلب علي الشحّام سنة 1953 في النصيرات في غزة بفلسطين. درس الأدب العربي في الجامعة الأردنية فحصل منها على شهادة البكالوريوس 1976، وشهادة الماجستير 1980، ثمَّ حصل على شهادته الدكتوراه الأولى في الأدب الحديث من جامعة مانشستر 1983، وحصل من جامعة أدنبره على إجازة ما بعد الدكتوراه 1987، ثم شهادة الدكتوراه الثانية في النقد الحديث 1989 من الجامعة نفسها.

عمل مدرّساً في وزارة التربية والتعليم حتى حصوله على الدكتوراه، ثم في الجامعة الأردنية من 1983 حتى 1986، ثمّ في جامعة أدنبره 1986 -1988، ثم سكن في سلطنة عُمان فعمل فيها خبيراً للبحوث التربوية في وزارة التربية والتعليم من 1989 حتى 1997، فمدرّساً في وزارة التعليم العالي 1997-2001. كما عمل في التّدريس بجامعة البتراء في 2003/2004.

## مؤلفاته
من مجموعاته الشعرية:
- تهاليل للمجيء الثاني، 1975
- الدم والتراب 1977
- الأرض تاريخي ويداك جغرافيتي 1981
- عرس الشهيدة 1986
- دمي كتابة، ووجعي أوقات، وزمني لا ينتهي 1986
- أ. ب.. كأس للحياة.. دم للعذراء 1998
- Symphonies of the Heart (سيمفونيات القلب)، بالإنجليزية، 1987

له في القصة:
- الأشياء العجيبة قصة طويلة للأطفال، 1980
- لا أقسم بالشمس 1984
- الآلة الصندوق 1985

## وصلات خارجية
- في موقع أرشيف المجلات